# HIPSHOT JAPAN
HIPSHOT JAPAN（ヒップショットジャパン）は、福島県郡山市にあるライブハウスである。

## 概要
スタンディングであれば最大で500人程を収容可能だが、フロアは可動式になっており、観客数に合わせて広さを調整することができる。イス席の場合は150人程。コインロッカーは80個。
地方のライブハウスとしては比較的規模が大きいこともあり、Aqua Timez、大原櫻子、ザ・クロマニヨンズ、サンボマスター、チャットモンチーといったメジャーレーベルで活躍する歌手やグループのコンサートツアーにも利用されている。

## 所在地
〒963-8005 福島県郡山市清水台1-6-16 八幡ビルB1F

## 交通アクセス
- JR東北新幹線郡山駅より徒歩8分